# Herbie Lovelle
Herbert „Herbie“ Lovelle, auch Herbert „Herb“ Lovelle (* 1. Juni 1924 in Brooklyn; † 8. April 2009 in New York City) war ein US-amerikanischer Jazz- und Studiomusiker (Schlagzeug), der sich in späteren Jahren als Filmschauspieler betätigte.

## Leben und Wirken
Herbie Lovelle begann seine Karriere Ende der 1940er-Jahre bei Skip Hall, Buck Clayton, Buddy Tate und Hot Lips Page, mit denen er auch aufnahm. Im folgenden Jahrzehnt spielte er bei Hal Singer und anschließend bei Johnny Moore’s Three Blazers, tourte 1954 mit Arnett Cobb und Teddy Wilson, dann mit Earl Hines und verschiedenen Rhythm-and-Blues-Musikern. In dieser Zeit wirkte er bei Aufnahmen von Big John Greer, Slim Gaillard, Jesse Powell, Little Jimmy Scott, Charlie Ferguson, King Pleasure, Eddie Jefferson, Art Farmer, Hal McKusick/Betty St. Claire, Big Maybelle, Doc Pomus, Sam „The Man“ Taylor, Taft Jordan und Dickie Wells mit. 1959 tourte er mit Buck Clyton in Europa.
1962 wirkte er als Sessionmusiker bei den Aufnahmen zu Bob Dylans Album The Freewheelin’ Bob Dylan mit. Ferner arbeitete er mit Shirley Horn, Budd Johnson, Rhoda Scott, Leonard Gaskin, Sidney De Paris, Sonny Stitt, Red Holloway, Jimmy Witherspoon, Bill Henderson, Solomon Burke, Nat Adderley, Esther Phillips, King Curtis, Erroll Garner, Chico O’Farrill, Memphis Slim, Groove Holmes, James Brown, Rusty Bryant und Ruth Brown.  In den 70ern nahm er u. a. noch mit Percy Mayfield, Chuck Rainey, Snooky Young, Leon Thomas, Marlena Shaw, Thad Jones und Ernie Wilkins (The Phoenix Authority) auf; letzte Aufnahmen entstanden 1976 mit Buddy Tate, Jay McShann und Paul Quinichette (Kansas City Joys, Sonet Records). Im Bereich des Jazz war er zwischen 1949 und 1976 an 99 Aufnahmesessions beteiligt.
Ende der 1980er-Jahre strebte Lovelle eine Karriere als Schauspieler an und hatte von 1988 an kleinere Rollen in Fernsehserien wie Law & Order und Third Watch – Einsatz am Limit, ferner in mehreren Spielfilmen wie Die Flucht ins Ungewisse (1988), Schlagzeilen (1994), White Lies – Das Leben ist zu kurz, um ehrlich zu sein (1997), Girlfight – Auf eigene Faust (2000), Einmal Himmel und zurück (2001), Im Bann des Jade Skorpions (2002) und zuletzt in Bella (2006, Regie Alejandro Monteverde), in dem er einen Obdachlosen spielte.